# USS Chenango (CVE-28)
USS Chenango (CVE-28) – amerykański lotniskowiec eskortowy typu Sangamon.
Jednostka została zwodowana 1 kwietnia 1939 jako zbiornikowiec SS "Esso New Orleans" w stoczni Sun Shipbuilding and Dry Dock Company. Jednostka została nabyta przez US Navy 31 maja 1941 i wcielona do służby jako zbiornikowiec USS Chenango (AO-31), pierwszym dowódcą został Commander W. H. Mays.
Przydzielony do Naval Transportation Service pływał na wodach Atlantyku, Karaibów i Pacyfiku jako jednostka do transportu paliw. Był obecny na Arubie 16 lutego 1942, gdy niemiecki okręt podwodny U-156 ostrzelał jedną z rafinerii na wyspie. Wycofany ze służby w Nowym Jorku 16 marca w celu przerobienia na lotniskowiec eskortowy.
Po zakończeniu przebudowy okręt wszedł ponownie do służby 19 września 1942 jako USS Chenango (ACV-28). Brał udział w walkach na Pacyfiku, m.in. w desancie na Tarawę.
Wycofany ze służby do rezerwy 14 sierpnia 1946. Przeklasyfikowany na CVHE-28 12 czerwca 1955. Skreślony z listy jednostek floty 1 marca 1959. Sprzedany 12 lutego 1960.